# Festival Eurovisão da Canção 1971
O Festival Eurovisão da Canção 1971 (em inglês:  Eurovision Song Contest 1971; em francês:  Concours Eurovision de la chanson 1971; em irlandês:  Comórtas Amhránaíochta na hEoraifíse 1971) foi o 16ª edição anual do evento e teve lugar a 3 de abril de 1971 em Dublin. A apresentadora do evento foi Bernadette Ní Ghallchóir. Séverine foi a vencedora do festival com a canção Un banc, un arbre, une rue. Os países classificados em 2º (Espanha) e 3º lugares (Alemanha) também receberam prémios no palco. A pedido de vários países, a EBU alterou o sistema de votação, assegurando assim que nenhuma canção obteria 0 pontos, consistindo em 2 júris por país que avaliaram individualmente todas as canções concorrentes e atribuíram-lhes 5, 4, 3, 2 ou 1 pontos consoante o seu agrado. No entanto o sistema causou muita polémica pois o total de pontos atribuído por cada país não era o mesmo. A título de exemplo, o Luxemburgo concedeu um total de 43 pontos, enquanto que a França concedeu um total de 107 pontos. Apesar da polémica, o sistema vira a ser novamente utilizado em 1972 e 1973.
Pela primeira vez, grupos até 6 elementos foram permitidos participar, com a Suécia (Family Four) e a Suíça (Peter, Sue & Marc) a estrearem-se nesse registo.
A vitória do Mónaco foi sua primeira e única vitória. A música foi interpretada por uma cantora francesa, morando na França, cantado em francês, conduzido por um francês e escrito por uma equipa francês. Séverine afirmou mais tarde que nunca visitou o Mónaco antes ou depois da vitória - uma afirmação facilmente refutada pelo vídeo de pré-visualização enviado pela Télé Monte Carlo com a cantora num local no Principado.
Malta fez sua estreia neste concurso, enquanto a Áustria, a Finlândia, a Noruega, Portugal e a Suécia voltaram depois de uma breve ausência. Isso trouxe o número total de países para 18.

## Localização

### Local

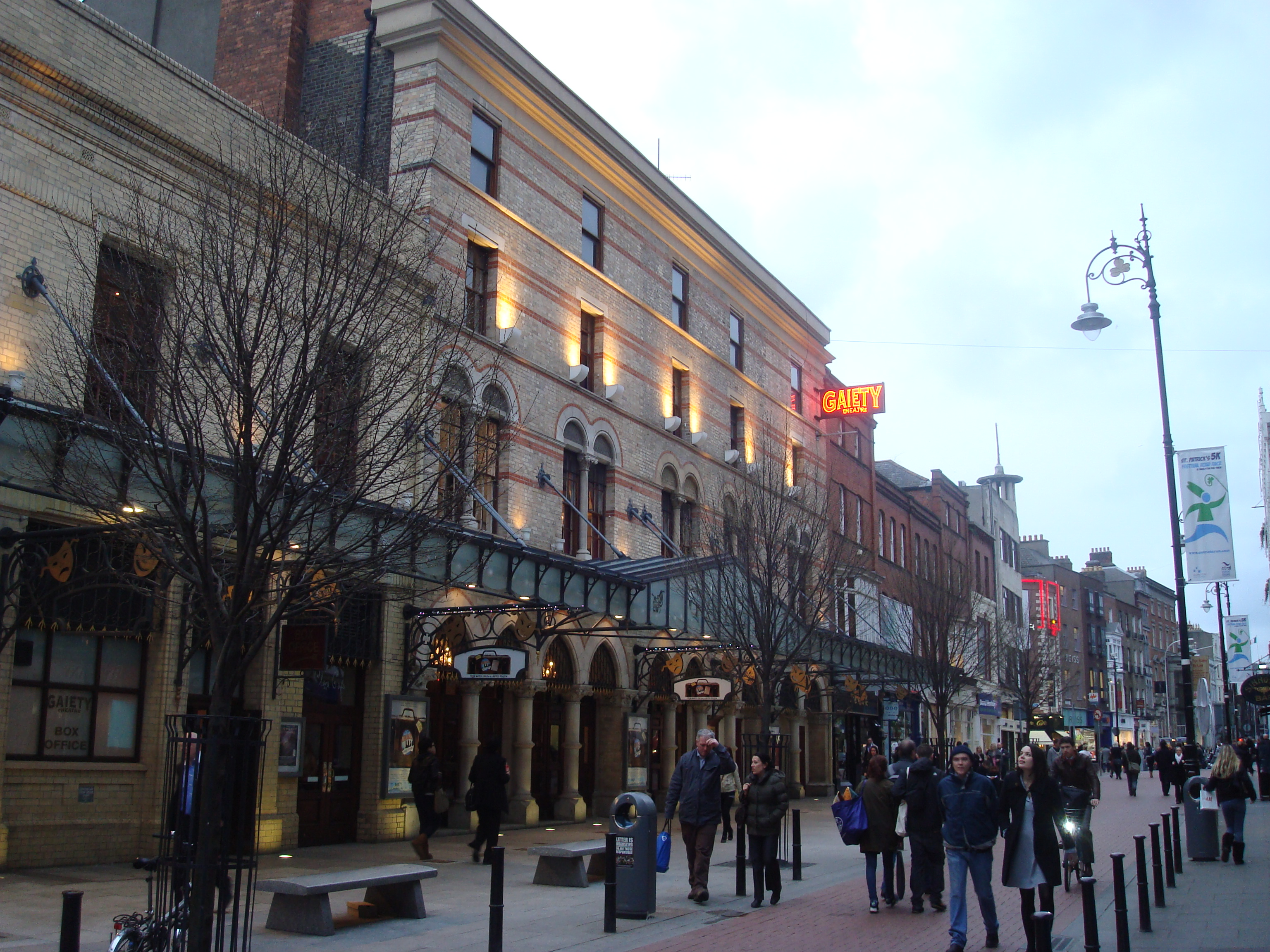
O local para o Festival, o Gaiety Theatre, em Dublin.

O local escolhido foi o Gaiety Theatre, na capital do país, Dublin. Esta foi a primeira vez que o concurso foi realizado na Irlanda.
O Gaiety Theatre, construída em 1871, é um espaço que acolhe vários eventos musicais, tais como o pantomima de Natal todos os anos desde 1874.
Quanto à cidade, localiza-se na costa oriental da ilha, na província de Leinster. Desde 1898 possui nível administrativo de condado (county-boroughs). Seus limites são os condados de Fingal a norte, Dublin meridional a sudoeste e Dun Laoghaire-Rathdown a sudeste. Encontra-se na foz do rio Liffey, na baía de Dublin. Tem uma população de 505.739 habitantes na cidade e sua área metropolitana tem 1.661.185 habitantes. Foi fundada pelos Viquingues que a dominaram até 1170.

## Formato
Pela primeira vez, cada emissora participante era obrigada a transmitir todas as músicas em "pré-visualizações" antes da final ao vivo, para ser transmitido em todas as emissoras. Era proibido a publicação das letras e músicas das canções até essa data, caso contrário eram excluídas. A pré-visualização da Bélgica apresentou a Nicole & Hugo interpretando a música "Goeiemorgen, Morgen", mas Nicole foi atingida com uma doença súbita dias antes da final do concurso. Ambos foram substituídos por Jacques Raymond e Lily Castel. Os relatórios sugerem que Castel não teve tempo suficiente para comprar um vestido adequado para o show.
A BBC estava preocupada com a possível reação da audiência à canção do Reino Unido devido às hostilidades que grassam na Irlanda do Norte. Eles selecionaram especificamente uma cantora da Irlanda do Norte, Clodagh Rodgers, que era popular tanto no Reino Unido como na República da Irlanda, para aliviar qualquer mal-estar do público de Dublin. No entanto, Rodgers ainda recebeu ameaças de morte do IRA por representar o Reino Unido.
Grupos de até seis pessoas foram autorizados a realizar pela primeira vez, com a regra em concursos anteriores de realizar solos ou duetoa abolido.
Esta era apenas a segunda transmissão externa da RTÉ e a primeira a cores. O concurso foi transmitido também na Islândia, Estados Unidos e Hong Kong dias depois.

## Visual
A decoração era de inspiração celta, com a orquestra localizado num buraco ao pé do palco. O palco foi decorado por uma borda metálica oval. Um espaço circular foi organizado no centro para os artistas. No fundo, foi suspensa uma escultura composta por três círculos de padrões concêntricos. Holofotes de cor foram usados, permitindo dar uma atmosfera diferente a cada atuação.
O espetáculo começou com um filme romântico, uma carruagem com um casal a bordo para uma ótima noite, atravessando Dublin, as suas ruas e parques para estacionar em frente ao Gaiety Theatre.
Foi também uma estreia para a RTÉ, que com este espetáculo produziu o seu primeiro evento a cores. Para as diferentes fases da apresentação, Bernadette Ní Ghallchóir foi instalada numa bancada na sala e dirigiu-se aos telespetadores em irlandês, francês e inglês. As músicas foram precedidas por um cartão postal turístico de seus países. Os artistas não apareceram nesses filmes.
Para o intervalo, foi produzido um filme mostrando danças, músicas e tradições irlandesas, no Castelo de Bunratty, juntamente com a recriação de um banquete medieval.
Bernadette chamou o júri para indicar seus votos, que haviam sido instalados no palco e, à chamada de cada país, todos mostravam a nota que haviam atribuído, em grupos de três países.

## Sistema de votação
Um novo sistema de votação foi introduzido no concurso deste ano: cada país enviou dois membros do júri, um com mais de 25 anos e o outro com menos de 25 anos (com pelo menos dez anos de diferença entre as idades), com ambos a pontuar cada país (exceto o seu próprio) com uma pontuação entre 1 e 5 pontos.
Isso significava que nenhum país poderia ter menos de 34 pontos. No entanto, isso deu origem a um grande problema: alguns membros do júri tendiam a atribuir apenas um ou dois pontos, para aumentar as chances de conquista de seus respectivos países. Apesar da polémica, o sistema vira a ser novamente utilizado em 1972 e 1973.

## Participações individuais
Predefinição:Participações Individuais ESC1971

## Participantes

Países participantes

| País            | Título original da Canção        | Artista                       | Processo                                                  | Data da Selecção                          |
| País            | Tradução em Português            | Idiomas de Interpretação      | Processo                                                  | Data da Selecção                          |
| --------------- | -------------------------------- | ----------------------------- | --------------------------------------------------------- | ----------------------------------------- |
| Alemanha        | "Diese Welt"                     | Katja Ebstein                 | Ein lied für Dublin 1971                                  | 27 de fevereiro de 1971                   |
| Alemanha        | Este mundo                       | Alemão                        | Ein lied für Dublin 1971                                  | 27 de fevereiro de 1971                   |
| Áustria         | "Musik"                          | Marianne Mendt                | Seleção interna                                           |                                           |
| Áustria         | Música                           | Alemão vienense               | Seleção interna                                           |                                           |
| Bélgica         | "Goiemorgen, morgen"             | Lily Castel & Jacques Raymond | Canzonissima 1971                                         | 6 de fevereiro de 1971                    |
| Bélgica         | Bom dia, manhã                   | Holandês                      | Canzonissima 1971                                         | 6 de fevereiro de 1971                    |
| Estado espanhol | "En un mundo nuevo"              | Karina                        | Artista: Pasaporte a Dublín 1971 Canção: Seleção interna  | Artista: 30 de dezembro de 1970 Canção: ? |
| Estado espanhol | Num mundo novo                   | Castelhano                    | Artista: Pasaporte a Dublín 1971 Canção: Seleção interna  | Artista: 30 de dezembro de 1970 Canção: ? |
| Finlândia       | "Tie uuteen päivään"             | Markku Aro & Koivistolaiset   | Euroviisut 1971                                           | 13 de fevereiro de 1994                   |
| Finlândia       | Caminho para um novo dia         | Finlandês                     | Euroviisut 1971                                           | 13 de fevereiro de 1994                   |
| França          | "Un jardin sur la terre"         | Serge Lama                    | Artista: Sélection française 1971 Canção: Seleção interna | -                                         |
| França          | Um jardim na terra               | Francês                       | Artista: Sélection française 1971 Canção: Seleção interna | -                                         |
| Irlanda         | "One Day Love"                   | Angela Farrell                | Irish final 1971                                          | 28 de fevereiro de 1971                   |
| Irlanda         | Amor de um dia                   | Inglês                        | Irish final 1971                                          | 28 de fevereiro de 1971                   |
| Itália          | "L'amore è un attimo"            | Massimo Ranieri               | Seleção interna                                           | -                                         |
| Itália          | O amor é um instante             | Italiana                      | Seleção interna                                           | -                                         |
| Iugoslávia      | "Tvoj dječak je tužan"           | Krunoslav Slabinac            | Pjesma Eurovizije 1971                                    | -                                         |
| Iugoslávia      | O teu rapaz está triste          | Servo-croata                  | Pjesma Eurovizije 1971                                    | -                                         |
| Luxemburgo      | "Pomme, Pomme, Pomme"            | Monique Melsen                | Selecção Interna                                          | -                                         |
| Luxemburgo      | Maçã, maçã, maçã                 | Francês                       | Selecção Interna                                          | -                                         |
| Malta           | "Marija L-Maltija"               | Joe Grech                     | Festival Tal-Kanzunetta Maltija 1971                      | -                                         |
| Malta           | Maria, a maltesa                 | Maltês                        | Festival Tal-Kanzunetta Maltija 1971                      | -                                         |
| Mónaco          | "Un banc, un arbre, une rue"     | Séverine                      | Seleção interna                                           | -                                         |
| Mónaco          | Um banco, uma árvore, uma rua    | Francês                       | Seleção interna                                           | -                                         |
| Noruega         | "Lykken er"                      | Hanne Krogh                   | Melodi Grand Prix 1971                                    | 20 de fevereiro de 1971                   |
| Noruega         | A felicidade é                   | Norueguês                     | Melodi Grand Prix 1971                                    | 20 de fevereiro de 1971                   |
| Países Baixos   | "Tijd"                           | Saskia & Serge                | Nationaal Songfestival 1971                               | 24 de fevereiro de 1971                   |
| Países Baixos   | Tempo                            | Holandês                      | Nationaal Songfestival 1971                               | 24 de fevereiro de 1971                   |
| Portugal        | "Menina do alto da serra"        | Tonicha                       | Grande Prémio TV da Canção Portuguesa 1971                | 11 de fevereiro de 1971                   |
| Portugal        | Menina do alto da serra          | Português                     | Grande Prémio TV da Canção Portuguesa 1971                | 11 de fevereiro de 1971                   |
| Reino Unido     | "Jack in the Box"                | Clodagh Rodgers               | A song for Europe 1971                                    | 20 de fevereiro de 1971                   |
| Reino Unido     | Jack-in-the-box                  | Inglês                        | A song for Europe 1971                                    | 20 de fevereiro de 1971                   |
| Suécia          | "Vita vidder"                    | Family Four                   | Melodifestivalen 1971                                     | 27 de fevereiro de 1994                   |
| Suécia          | Horizontes brancos               | Sueco                         | Melodifestivalen 1971                                     | 27 de fevereiro de 1994                   |
| Suíça           | "Les illusions de nos vingt ans" | Peter, Sue & Marc             | Selecção Interna                                          | -                                         |
| Suíça           | As ilusões dos nossos vinte anos | Francês                       | Selecção Interna                                          | -                                         |

## Festival
| #   | País            | Idioma       | Artista                       | Canção                                        | Lugar | Pontuação |
| --- | --------------- | ------------ | ----------------------------- | --------------------------------------------- | ----- | --------- |
| 1º  | Áustria         | Vienense     | Marianne Mendt                | "Musik"                                       | 16º   | 66        |
| 2º  | Malta           | Maltês       | Joe Grech                     | "Marija L-Maltija"                            | 18º   | 52        |
| 3º  | Mónaco          | Francês      | Séverine                      | "Un banc, un arbre, une rue"                  | 1º    | 128       |
| 4º  | Suíça           | Francês      | Peter, Sue and Marc           | "Les illusions de nos vingt ans"              | 12º   | 78        |
| 5º  | Alemanha        | Alemão       | Katja Ebstein                 | "Diese Welt"                                  | 3º    | 100       |
| 6º  | Estado espanhol | Castelhano   | Karina                        | "En un mundo nuevo"                           | 2º    | 116       |
| 7º  | França          | Francês      | Serge Lama                    | "Un jardin sur la terre"                      | 10º   | 82        |
| 8º  | Luxemburgo      | Francês      | Monique Melsen                | "Pomme, Pomme, Pomme"                         | 13º   | 70        |
| 9º  | Reino Unido     | Inglês       | Clodagh Rodgers               | "Jack In The Box"                             | 4º    | 98        |
| 10º | Bélgica         | Holandês     | Lily Castel & Jacques Raymond | "Goiemorgen, morgen"                          | 14º   | 68        |
| 11º | Itália          | Italiano     | Massimo Ranieri               | "L'amore è un attimo"                         | 5º    | 91        |
| 12º | Suécia          | Sueco        | Family Four                   | "Vita vidder"                                 | 6º    | 85        |
| 13º | Irlanda         | Inglês       | Angela Farrell                | "One Day Love"                                | 11º   | 79        |
| 14º | Países Baixos   | Holandês     | Saskia & Serge                | "Tijd"                                        | 6º    | 85        |
| 15º | Portugal        | Português    | Tonicha                       | "Menina do Alto da Serra"                     | 9º    | 83        |
| 16º | Iugoslávia      | Servo-croata | Kićo Slabinac                 | "Tvoj dječak je tužan" (Твој дјечак је тужан) | 14º   | 68        |
| 17º | Finlândia       | Finlandês    | Markku Aro & Koivistolaiset   | "Tie uuteen päivään"                          | 8º    | 84        |
| 18º | Noruega         | Norueguês    | Hanne Krogh                   | "Lykken er"                                   | 17º   | 65        |

### Resultados
Os países votaram em blocos de 3 (Áustria, Malta e Mónaco; Suíça, Alemanha e Espanha...)
| Países Votantes | Países Pontuados | Países Pontuados | Países Pontuados | Países Pontuados | Países Pontuados | Países Pontuados | Países Pontuados | Países Pontuados | Países Pontuados | Países Pontuados | Países Pontuados | Países Pontuados | Países Pontuados     | Países Pontuados | Países Pontuados | Países Pontuados                              | Países Pontuados | Países Pontuados |
| --------------- | ---------------- | ---------------- | ---------------- | ---------------- | ---------------- | ---------------- | ---------------- | ---------------- | ---------------- | ---------------- | ---------------- | ---------------- | -------------------- | ---------------- | ---------------- | --------------------------------------------- | ---------------- | ---------------- |
| Países Votantes | Áustria          | Malta            | Mónaco           | Suíça            | Alemanha         | Espanha          | França           | Luxemburgo       | Reino Unido      | Bélgica          | Itália           | Suécia           | República da Irlanda | Países Baixos    | Portugal         | República Socialista Federativa da Iugoslávia | Finlândia        | Noruega          |
| Áustria         |                  | 4                | 4                | 5                | 6                | 4                | 3                | 2                | 4                | 3                | 1                | 7                | 7                    | 6                | 4                | 6                                             | 4                | 3                |
| Malta           | 3                |                  | 5                | 5                | 5                | 8                | 2                | 7                | 8                | 2                | 6                | 4                | 6                    | 2                | 3                | 2                                             | 4                | 3                |
| Mónaco          | 5                | 2                |                  | 4                | 7                | 10               | 8                | 6                | 8                | 5                | 9                | 4                | 6                    | 6                | 6                | 4                                             | 4                | 6                |
| Suíça           | 2                | 2                | 10               |                  | 6                | 5                | 8                | 3                | 6                | 4                | 8                | 9                | 3                    | 5                | 2                | 2                                             | 4                | 4                |
| Alemanha        | 7                | 3                | 10               | 6                |                  | 7                | 5                | 2                | 5                | 2                | 6                | 4                | 4                    | 4                | 5                | 7                                             | 4                | 2                |
| Estado espanhol | 2                | 5                | 2                | 2                | 8                |                  | 5                | 4                | 2                | 2                | 6                | 2                | 5                    | 5                | 10               | 6                                             | 3                | 2                |
| França          | 3                | 3                | 8                | 6                | 8                | 10               |                  | 5                | 8                | 5                | 9                | 5                | 7                    | 7                | 8                | 6                                             | 4                | 5                |
| Luxemburgo      | 2                | 2                | 4                | 2                | 2                | 4                | 2                |                  | 4                | 2                | 2                | 2                | 2                    | 2                | 5                | 2                                             | 2                | 2                |
| Reino Unido     | 3                | 3                | 8                | 6                | 6                | 7                | 5                | 6                |                  | 6                | 6                | 5                | 6                    | 5                | 6                | 3                                             | 10               | 7                |
| Bélgica         | 3                | 4                | 10               | 3                | 7                | 4                | 3                | 3                | 8                |                  | 2                | 6                | 3                    | 2                | 4                | 2                                             | 10               | 6                |
| Itália          | 6                | 4                | 4                | 7                | 6                | 5                | 4                | 3                | 3                | 3                |                  | 6                | 6                    | 2                | 4                | 5                                             | 2                | 2                |
| Suécia          | 4                | 2                | 10               | 4                | 6                | 6                | 4                | 2                | 5                | 5                | 7                |                  | 2                    | 6                | 2                | 2                                             | 4                | 2                |
| Irlanda         | 6                | 4                | 9                | 5                | 5                | 9                | 6                | 5                | 7                | 4                | 6                | 3                |                      | 5                | 3                | 5                                             | 6                | 7                |
| Países Baixos   | 3                | 5                | 9                | 5                | 5                | 6                | 9                | 3                | 5                | 6                | 2                | 9                | 5                    |                  | 5                | 4                                             | 3                | 2                |
| Portugal        | 5                | 2                | 8                | 6                | 7                | 7                | 5                | 6                | 7                | 6                | 3                | 3                | 4                    | 9                |                  | 4                                             | 8                | 5                |
| Iugoslávia      | 4                | 2                | 10               | 4                | 7                | 7                | 5                | 4                | 6                | 3                | 8                | 6                | 5                    | 5                | 6                |                                               | 6                | 4                |
| Finlândia       | 3                | 3                | 7                | 4                | 5                | 9                | 3                | 5                | 6                | 6                | 2                | 4                | 4                    | 6                | 5                | 3                                             |                  | 3                |
| Noruega         | 5                | 2                | 10               | 4                | 4                | 8                | 5                | 4                | 6                | 4                | 5                | 6                | 4                    | 8                | 5                | 5                                             | 6                |                  |
| Total           | 66               | 52               | 128              | 78               | 100              | 116              | 82               | 70               | 98               | 68               | 91               | 85               | 79                   | 85               | 83               | 68                                            | 84               | 65               |
| Lugar           | 16º              | 18º              | 1º               | 12º              | 3º               | 2º               | 10º              | 13º              | 4º               | 14º              | 5º               | 6º               | 11º                  | 6º               | 9º               | 14º                                           | 8º               | 17º              |
| Países Votantes | Áustria          | Malta            | Mónaco           | Suíça            | Alemanha         | Espanha          | França           | Luxemburgo       | Reino Unido      | Bélgica          | Itália           | Suécia           | República da Irlanda | Países Baixos    | Portugal         | República Socialista Federativa da Iugoslávia | Finlândia        | Noruega          |
| Países Votantes | Países Pontuados |                  |                  |                  |                  |                  |                  |                  |                  |                  |                  |                  |                      |                  |                  |                                               |                  |                  |

| Países Votantes | Países Pontuados | Países Pontuados | Países Pontuados | Países Pontuados | Países Pontuados | Países Pontuados | Países Pontuados | Países Pontuados | Países Pontuados | Países Pontuados | Países Pontuados | Países Pontuados | Países Pontuados     | Países Pontuados | Países Pontuados | Países Pontuados                              | Países Pontuados | Países Pontuados |
| --------------- | ---------------- | ---------------- | ---------------- | ---------------- | ---------------- | ---------------- | ---------------- | ---------------- | ---------------- | ---------------- | ---------------- | ---------------- | -------------------- | ---------------- | ---------------- | --------------------------------------------- | ---------------- | ---------------- |
| Países Votantes | Áustria          | Malta            | Mónaco           | Suíça            | Alemanha         | Espanha          | França           | Luxemburgo       | Reino Unido      | Bélgica          | Itália           | Suécia           | República da Irlanda | Países Baixos    | Portugal         | República Socialista Federativa da Iugoslávia | Finlândia        | Noruega          |
| Áustria         | 8                | 6                | 9                | 14               | 18               | 22               | 13               | 15               | 20               | 10               | 19               | 15               | 19                   | 14               | 13               | 12                                            | 12               | 12               |
| Malta           | 8                | 6                | 9                | 14               | 18               | 22               | 13               | 15               | 20               | 10               | 19               | 15               | 19                   | 14               | 13               | 12                                            | 12               | 12               |
| Mónaco          | 8                | 6                | 9                | 14               | 18               | 22               | 13               | 15               | 20               | 10               | 19               | 15               | 19                   | 14               | 13               | 12                                            | 12               | 12               |
| Suíça           | 11               | 10               | 22               | 8                | 14               | 12               | 18               | 9                | 13               | 8                | 20               | 15               | 12                   | 14               | 17               | 15                                            | 11               | 8                |
| Alemanha        | 11               | 10               | 22               | 8                | 14               | 12               | 18               | 9                | 13               | 8                | 20               | 15               | 12                   | 14               | 17               | 15                                            | 11               | 8                |
| Estado espanhol | 11               | 10               | 22               | 8                | 14               | 12               | 18               | 9                | 13               | 8                | 20               | 15               | 12                   | 14               | 17               | 15                                            | 11               | 8                |
| França          | 8                | 8                | 20               | 14               | 16               | 21               | 7                | 11               | 12               | 13               | 17               | 12               | 15                   | 14               | 19               | 11                                            | 16               | 14               |
| Luxemburgo      | 8                | 8                | 20               | 14               | 16               | 21               | 7                | 11               | 12               | 13               | 17               | 12               | 15                   | 14               | 19               | 11                                            | 16               | 14               |
| Reino Unido     | 8                | 8                | 20               | 14               | 16               | 21               | 7                | 11               | 12               | 13               | 17               | 12               | 15                   | 14               | 19               | 11                                            | 16               | 14               |
| Bélgica         | 13               | 10               | 24               | 14               | 19               | 15               | 11               | 8                | 16               | 8                | 9                | 12               | 11                   | 10               | 10               | 9                                             | 16               | 10               |
| Itália          | 13               | 10               | 24               | 14               | 19               | 15               | 11               | 8                | 16               | 8                | 9                | 12               | 11                   | 10               | 10               | 9                                             | 16               | 10               |
| Suécia          | 13               | 10               | 24               | 14               | 19               | 15               | 11               | 8                | 16               | 8                | 9                | 12               | 11                   | 10               | 10               | 9                                             | 16               | 10               |
| Irlanda         | 14               | 11               | 26               | 16               | 17               | 22               | 20               | 14               | 19               | 16               | 11               | 15               | 9                    | 14               | 8                | 13                                            | 17               | 14               |
| Países Baixos   | 14               | 11               | 26               | 16               | 17               | 22               | 20               | 14               | 19               | 16               | 11               | 15               | 9                    | 14               | 8                | 13                                            | 17               | 14               |
| Portugal        | 14               | 11               | 26               | 16               | 17               | 22               | 20               | 14               | 19               | 16               | 11               | 15               | 9                    | 14               | 8                | 13                                            | 17               | 14               |
| Iugoslávia      | 12               | 7                | 27               | 12               | 16               | 24               | 13               | 13               | 18               | 13               | 15               | 16               | 13                   | 19               | 16               | 8                                             | 12               | 7                |
| Finlândia       | 12               | 7                | 27               | 12               | 16               | 24               | 13               | 13               | 18               | 13               | 15               | 16               | 13                   | 19               | 16               | 8                                             | 12               | 7                |
| Noruega         | 12               | 7                | 27               | 12               | 16               | 24               | 13               | 13               | 18               | 13               | 15               | 16               | 13                   | 19               | 16               | 8                                             | 12               | 7                |
| Total           | 66               | 52               | 128              | 78               | 100              | 116              | 82               | 70               | 98               | 68               | 91               | 85               | 79                   | 85               | 83               | 68                                            | 84               | 65               |
| Lugar           | 16º              | 18º              | 1º               | 12º              | 3º               | 2º               | 10º              | 13º              | 4º               | 14º              | 5º               | 6º               | 11º                  | 6º               | 9º               | 14º                                           | 8º               | 17º              |
| Países Votantes | Áustria          | Malta            | Mónaco           | Suíça            | Alemanha         | Espanha          | França           | Luxemburgo       | Reino Unido      | Bélgica          | Itália           | Suécia           | República da Irlanda | Países Baixos    | Portugal         | República Socialista Federativa da Iugoslávia | Finlândia        | Noruega          |
| Países Votantes | Países Pontuados |                  |                  |                  |                  |                  |                  |                  |                  |                  |                  |                  |                      |                  |                  |                                               |                  |                  |

#### 10 pontos
Os países que receberam a pontuação perfeita de 10 pontos foram os seguintes:
| # | Países Pontuados | Países Votantes                                       |
| - | ---------------- | ----------------------------------------------------- |
| 6 | Mónaco           | Alemanha, Bélgica, Jugoslávia, Noruega, Suécia, Suíça |
| 2 | Estado espanhol  | França, Mónaco                                        |
| 2 | Finlândia        | Bélgica, Reino Unido                                  |
| 1 | Portugal         | Espanha                                               |

### Maestros
Em baixo encontra-se a lista de maestros que conduziram a orquestra, na respectiva actuação de cada país concorrente.
| País              | Maestro             |
| ----------------- | ------------------- |
| Áustria           | Anders Berglund     |
| Malta             | Twanny Chircop      |
| Mónaco            | Jean-Claude Petit   |
| Suíça             | Hardy Schneiders    |
| Alemanha          | Dieter Zimmermann   |
| Estado espanhol   | Waldo de los Rios   |
| França            | Franck Pourcel      |
| Luxemburgo        | Jean Claudric       |
| Reino Unido       | Johnny Arthey       |
| Bélgica           | Francis Bay         |
| Itália            | Enrico Polito       |
| Suécia            | Claes Rosendahl     |
| Irlanda           | Noel Kelehan        |
| Países Baixos     | Dolf van der Linden |
| Portugal          | Jorge Costa Pinto   |
| Iugoslávia        | Miljenko Prohaska   |
| Finlândia         | Ossi Runne          |
| Noruega           | Arne Bendiksen      |
| Maestro anfitrião | Colman Pearce       |

## Artistas repetentes
Alguns artistas repetiram a sua experiência Eurovisiva. Em 1971, os repetentes foram:
| País (1971) | Foto | Artista         | Ano Anterior | País Representado | Canção                        | Tradução                                     | Pontuação | Classificação |
| ----------- | ---- | --------------- | ------------ | ----------------- | ----------------------------- | -------------------------------------------- | --------- | ------------- |
| Bélgica     |      | Jacques Raymond | ESC 1963     | Bélgica           | "Waarom?"                     | Porquê?                                      | 4         | 10º           |
| Alemanha    |      | Katja Ebstein   | ESC 1970     | Alemanha          | "Wunder gibt es immer wieder" | Os milagres se sucedem outra vez e outra vez | 12        | 3º            |